# 盖普雷
盖普雷（法語：Guêprei，法語發音：[ɡɛpʁɛ] ⓘ）是法国奥恩省的一个市镇，位于该省北部，属于阿让唐区。

## 地理
盖普雷（48°50'9"N, 0°0'30"W）面积7.1 平方千米，位于法国诺曼底大区奧恩省，该省份为法国西北部内陆省份，北起顺时针与卡爾瓦多斯省、厄尔省、厄尔-卢瓦省、萨尔特省、马耶讷省和芒什省接壤。
与盖普雷接壤的市镇（或旧市镇、城区）包括：巴约勒、库隆斯、方丹莱巴塞、奥穆瓦。

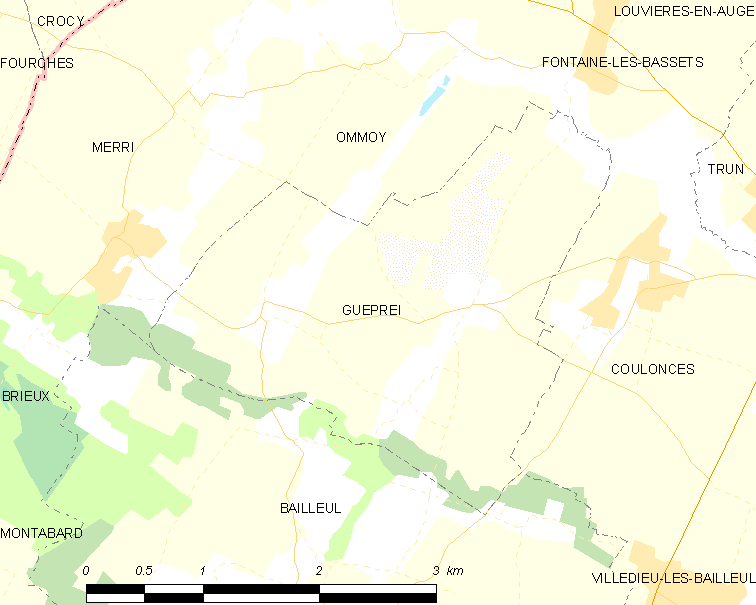
盖普雷的OSM定位图

盖普雷的时区为UTC+01:00、UTC+02:00（夏令时）。

## 行政
盖普雷的邮政编码为61160，INSEE市镇编码为61197。

## 政治
盖普雷所属的省级选区为阿让唐第二县。

## 人口

1962-2008年间盖普雷人口变化图示

盖普雷于2022年1月1日时的人口数量为146人。